# Luis Cordero (Ecuador)

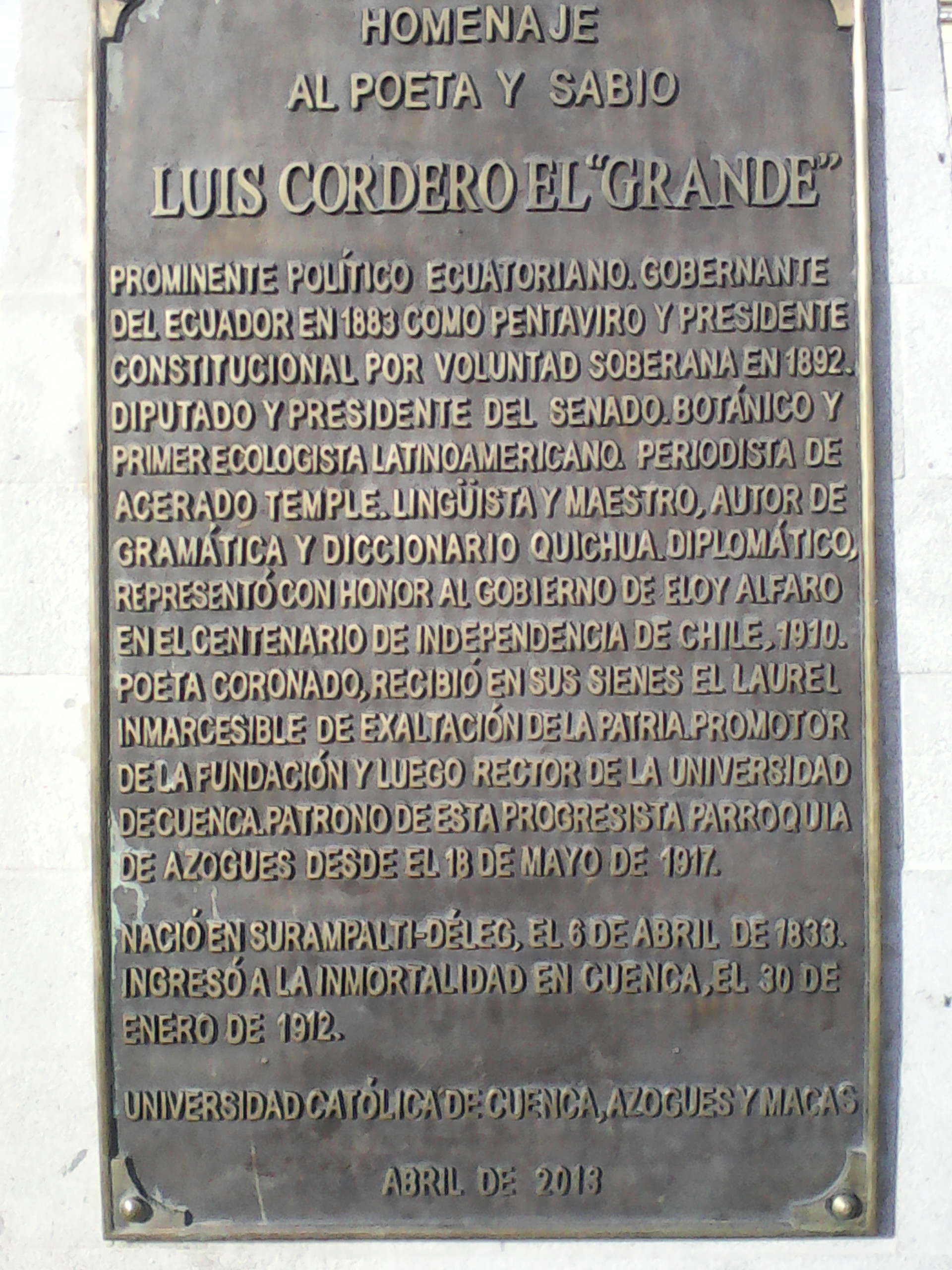
Placa del busto de Luis Cordero

Luis Cordero (también llamada San Marcos, en honor al santo patrono que acoge esta parroquia) es una parroquia rural del cantón Azogues, en la provincia de Cañar en Ecuador.
Fue nombrada en homenaje al expresidente Luis Cordero Crespo, fundada el 20 de junio de 1917, e inicialmente poseía 3 comunidades: la Pulpería, Leonán y Biblicay.

## Ubicación geográfica
Esta parroquia se encuentra ubicada a 2862 m s. n. m., y dista 5 km al noroeste de la ciudad de Azogues. 
Tiene una extensión aproximada de 17 km², y se ubica en una zona montañosa, no posee ríos, solamente quebradas con pequeños riachuelos. Es una región con una amplia vegetación y numerosos prados, los cuales se utilizan, por lo general, para la ganadería.

## Comercio
Luis Cordero es una zona dedicada a la agricultura y la ganadería. 
Los productos que más se producen son las papas, el maíz, algunas hortalizas y varias frutas (como la manzana, la reina claudia, los duraznos y el capulí).
Los animales que más abundan en la ganadería son el ganado vacuno, las ovejas, los caballos, algunas alpacas, las gallinas y los cuyes (conejillos de indias). 

## Localidades
La parroquia cuenta con 17 comunidades, cada una de las cuales cuenta con un cierto territorio, una capilla propia y un síndico (o dirigente). Las comunidades son:
- Luis Cordero
- Ayazamana: la comunidad que limita con la ciudad de Azogues, siendo la primera.
- Cruz Blanca: comunidad más cercana al centro parroquial.
- Zhapacal: comunidad que limita con la parroquia Borrero (Ecuador).
- Biblicay: cercana al centro parroquial, se encuentra en una zona montañosa. En ella están la conocidas "quebradas de Biblicay"
- Pucaloma: significa "loma roja", y se encuentra en una zona alta. Es muy pequeña y con una población muy pequeña.
- Chapte: comunidad más alejada de la parroquia, la cual limita con el vecino Cantón Paute, posee unas grandes zonas verdes, normalmente utilizadas para la ganadería.
- Achupillapamba: significa "campo de achupillas", y es una comunidad con una población muy pequeña.
- Huintul: comunidad que también limita con el cantón Paute, y que posee unas grandes llanuras y páramos.
- Trojeloma: comunidad un poco oculta y con muy poca población.
- Pucahua: comunidad ubicada en la zona alta de la parroquia, desde la cual, como un mirador, se puede observar la ciudad de Azogues y toda la parroquia.
- Quillopungo: comunidad muy amplia y punto de encuentro para avanzar a las diferentes comunidades.
- María Auxiliadora: comunidad muy amplia y con una numerosa población.
- San Antonio: comunidad pequeña y con una población regular, y zonas verdes y cultivos.
- Leonán: zona alta que también funciona como mirador de la parroquia y de la ciudad, limita con la vecina parroquia Bayas (Ecuador) y con el cantón Paute, además, está cercana al cerroAbuga. En esta comunidad se encuentran sitios turísticos como la Laguna de chocar, y las minas de cal.
- Guazhun: comunidad cernada al centro parroquial, limita con la parroquia Bayas y en ella se encuentran los famosos Boquerones de San Marcos.
- Hornapala: cercana al centro parroquial y limitante con la parroquia Bayas.